# Friedrich Lepperdinger
Friedrich Lepperdinger (* 1. Juli 1927 in St. Georgen bei Salzburg; † 11. August 2022 in Oberndorf bei Salzburg) war ein Salzburger Historiker.

## Leben
Friedrich Lepperdinger wurde in Obereching in der Sölde Thalleitl an der Grenze zwischen St. Georgen bei Salzburg und Bürmoos geboren. Nach dem Besuch der Volks- und Hauptschule absolvierte er die Lehrerbildungsanstalt Salzburg. Von 1948 bis 1950 unterrichtete er an der Volksschule Bürmoos. Anschließend, bis zu seiner Pensionierung im Jahre 1989 war er an der Hauptschule Oberndorf tätig.
Neben seiner Berufsarbeit studierte Lepperdinger an der Universität Salzburg Philosophie und Soziologie. 1969 promovierte er mit einer Dissertation über Bürmoos zum Doktor der Philosophie.
Am 30. September 2006 wurde Friedrich Lepperdinger für seine Verdienste um die Erforschung der Geschichte von Bürmoos zum Ehrenbürger der Gemeinde ernannt.

## Werke
- Bürmoos. Eine Gemeindesoziologie in zwei Teilen. Salzburger Sozialwissenschaftliche Studien. Stifterbibliothek. Salzburg 1971.
- Hermann Rasp. Allzeit bereit. Bürmoos vom Werden einer modernen Industriegemeinde. 1997.
- Die Dentalfamilie. 2000.
- Die Echinger Dörfer. St. Georgen bei Salzburg 2005.
- Die Braune Trommel. Bürmoos 1938–1945. Bürmoos 2005.
- Bürmoos. Eine Dokumentation mit Bildern und Text von 1829 bis 2007.